# طرح اولیه (روایت)
طرح یا پیش‌فرض یا طرح اولیه (به انگلیسی: Premise) متنی است مانند کتاب، فیلم یا فیلمنامه که وضعیت اولیه‌ای است که پی‌رنگ را پیش می‌برد. 
در روایتگری طرح را با عنوان طرح یک‌خطی نیز معرفی می‌کنند چرا که بیشتر داستان‌ها را می‌توان خیلی ساده بیان کرد. بسیاری از فیلم‌ها را می‌توان به سادگی از طریق یک جمله کوتاه در توصیف مقدمه شناسایی کرد. به عنوان مثال: یک پسر تنها با یک بیگانه دوست می‌شود یا یک شهر کوچک توسط یک کوسه وحشت زده می‌شود یا پسر بچه‌ای مرده‌ها را می بیند.